# You Do It - Viaggio nel rock americano
You Do It è una compilation pubblicata nel 1989 dalla CGD.

## Il disco
Come suggerito dal sottotitolo la compilation contiene una selezione di classici del rock americano a cui si aggiunge la title track You Do It che era all'epoca la colonna sonora dello spot tv della Brooklyn (le immagini che compaiono sulla copertina sono tratte anch'esse dallo spot tv).

## Tracce
Lato A
1. B.B.Floyd – You Do It – 3:35 – Colonna sonora dello spot tv Brooklyn
2. Boston – Amanda – 4:16
3. Eagles – Tequila Sunrise – 2:53
4. John Cafferty & The Beaver Band – Song & Dance – 4:39
5. Toto – Africa – 4:56
6. James Brown – Living in America – 5:58

Lato B
1. Doobie Brothers – Long Train Runnin' – 3:26
2. Survivor – Eye Of The Tiger – 4:05
3. Foreigner (gruppo musicale) – Urgent – 4:31
4. Michael Furlong – Savin' the best for you – 3:46
5. Beat Farmers – Hollywood Hills – 4:21
6. Stan Bush – Love Don't Lie – 4:59